# Air New Zealand
Air New Zealand Limited là hãng hàng không quốc gia của New Zealand có trụ sở tại Auckland. Hãng khai thác các dịch vụ trở khách tới 27 điểm trong nước và 26 điểm quốc tế tại 14 nước ở châu Á, châu Âu, Bắc Mỹ và châu Đại dương. Mạng bay của Air New Zealand tập trung vào Australia và nam Thái Bình Dương. Trạm trung truyển chính của hãng là sân bay quốc tế Auckland, nằm gần Mangere, nam Auckland.
Air New Zealand được thành lập năm 1940 dưới tên gọi Tasman Empire Airways Limited, một công ty chuyên khai thác các đường bay giữa New Zealand và Australia. Năm 1966, chính phủ New Zealand sở hữu toàn bộ TEAL và đổi tên thành Air New Zealand. Hãng đã được tư nhân hóa vào năm 1989 nhưng lại bị quốc hữu hóa vào năm 2001 sau khi thất bại trong việc kết hợp với Ansett Australia. Năm 2008 hãng vận chuyển được 11.7 triệu hành khách.
Hãng hàng không quốc gia New Zealand khai thác các máy bay Boeing 747, Boeing 767, Boeing 777 và Airbus 320 trên các đường bay dài cũng như Boeing 737 và Airbus 320 trên các đường bay ngắn. Các công ty con Air Nelson, Eagle Airways và Mount Cook Airlines cũng khai thác các đường bay nội địa. Năm 2009, Air New Zealand là hãng hàng không tốt thứ 8 trên thế giới, theo Skytrax

## Lịch sử hình thành
Air New Zealand được hình thành dưới tên gọi TEAL (Tasman Empire Airways Limited) vào năm 1940, thực hiện các dịch vụ bay trên chặng trans-Tasman. Sau chiến tranh thế giới thứ 2, TEAL khai thác các đường bay từ Auckland đi Sydney và Wellington đi Fiji với tần suất 1 chuyến 1 tuần. Chính phủ New Zealand và Australia đã mua 50% cổ phần của TEAL vào năm 1953 và hẵng đã ngừng các dịch vụ bay vào năm 1960. Với sự ra đời của máy bay DC-8 vào năm 1965, TEAL trở thành Air New Zealand, chính phủ New Zealand đã mua lại từ Australia 50% cổ phần của hẵng.
Cùng với sự phát triển của dòng máy bay DC-8s, Air New Zealand bắt đầu các dịch vụ vận chuyển của mình tới Mỹ và châu Á, năm 1965 hẵng bay tới Los Angeles và Honolulu. Sau đó hẵng đã đặt mua máy bay thân rộng DC-10. Năm 1981, hẵng bắt đầu đưa máy bay Boeing 747 vào khai thác. Năm 1982, Air New Zealand bắt đầu dịch vụ tới London, Vương quốc Anh.

### Quốc hữu hóa
Tháng 10-2001, Air New Zealand được chính phủ New Zealand quốc hữu hoá trở lại với trong một kế hoạch trị giá 885 triệu đô la New Zealand (trong đó chính phủ chiếm 76.55 cổ phần) và sau đó có ban lãnh đạo mới. Động thái này đã đưa Air New Zealand tránh khỏi phá sản.
Năm 2002, Air New Zealand phục hồi lại các dịch vụ bay quốc nội thông qua một kế hoạch hàng không giá rẻ, và chính phủ New Zealand đã cân nhắc (và sau đó từ chối) đề nghị của Qantas mua laị 1/5 cổ phần của hẵng. Air New Zealand có lãi trở lại vào năm 2003 với lợi nhuận sau thuế là 165.7 triệu đô la New Zealand và hẵng tiếp tục có lợi nhuận vào các năm sau.

## Nhận diện hương hiệu
Ngày 27-03-2006, Air New Zealand thực hiện thay đổi nhận diện thương hiệu, bao gồm đồng phục mới, logo mới, màu sắc chủ đạo mới cũng như thiết kế mới cho quầy làm thủ tục và phòng chờ.

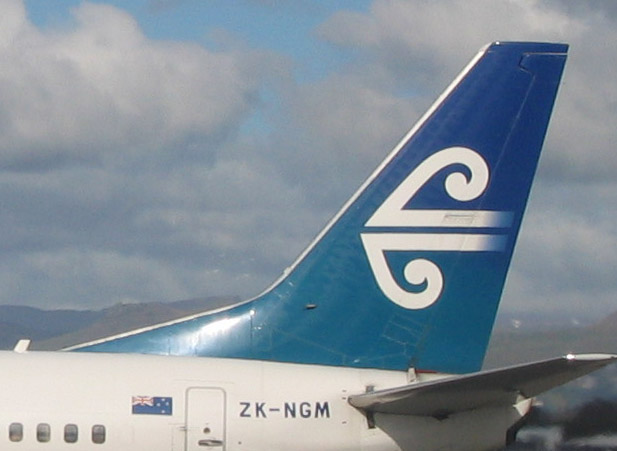
Air New Zealand's Koru tail symbol, seen on Boeing 737-3K2 aircraft ZK-NGM

## Điểm đến
Air New Zealand có đường bay tới 27 điểm trong nước và 26 điểm quốc tế tại 14 nước ở châu Á, châu Âu, bắc Mỹ và châu Đại dương.
Ngoài các chuyến bay từ điểm trung truyển chính là sân bay quốc tế Auckland, NZ còn thực hiện đường bay Los Angeles - London Heathrow và Hong Kong - London Heathrow. Tháng 12-2009, hẵng giới thiệu đường bay mới Sydney - Rarotonga nhằm thu hút khách du lịch Australia tới nghỉ ngơi tại đảo Cook ở nam Thái Bình Dương. Air New Zealand là hẵng hàng không duy nhất khai thác đường bay giữa hai quốc gia này. Trước đó, khách du lịch Australia phải quá cảnh tại Auckland trước khi kên máy bay bay tiếp đi Rarotonga. Hiện tại, Air New Zealand cũng đã mở đường bay từ Rarotonga đi Los Angeles.

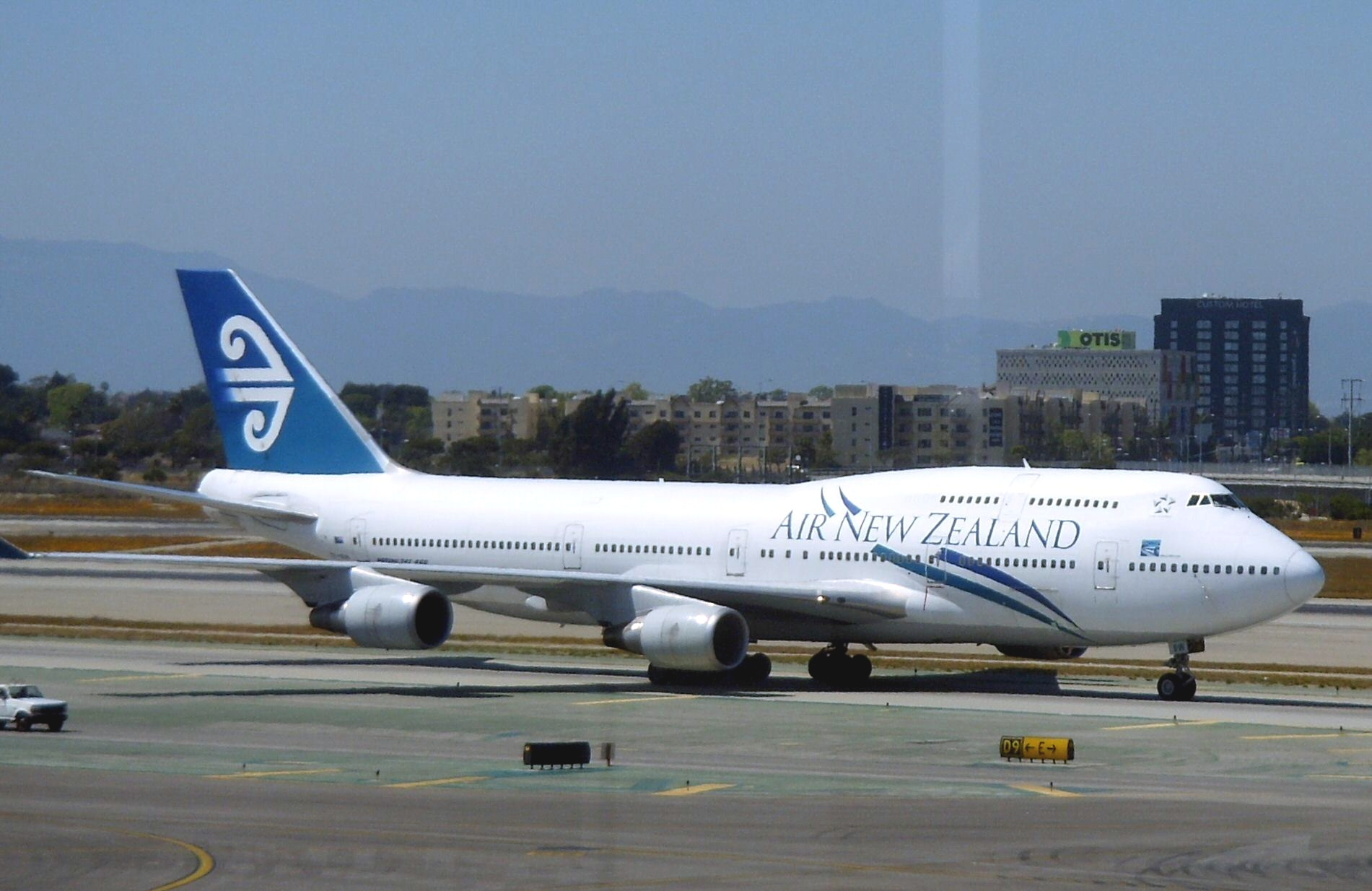
Air New Zealand 747-400 tại LAX

## Đội bay
Đội bay chính của Air New Zealand bao gồm các máy bay thương mại Boeing cho các đường bay quốc tế tầm trung và tầm xa cũng như máy bay Airbus và Boeing dùng cho các đường bay trong nước và tầm ngắn.
Đội bay trong nước và tầm ngắn bao gồm Boeing 737-300 và Airbus A320-200s. 15 chiếc Boeing 737-300 được dùng cho các đường bay giữa Auckland, Wellington, Christchurch, Dunedin, Queenstown và Niue trên Thái Bình Dương. 20 chiếc Airbus A320-200s được dùng cho các đường bay tới Austrialia và các đảo ở Thái Bình Dương cũng như các đường bay quốc tế tới và đến các sân bay ngoài Auckland và Christchurch.
Đội bay quốc tế tầm trung của Air New Zealand bao gồm 5 máy bay Boeing 767-300ER được khai thác trên các đường bay tơí các đảo ở Thái Bình Dương, Honolulu, Los Angeles, Osaka và một vài điểm ở Australia.
Đội bay quốc tế tầm xa bao gồm các máy bay Boeing 747-400 và Boeing 777-200ER được khai thác trên các đường bay tới châu Á, bắc Mỹ, London, Hong Kong, Los Angeles, Vancouver và Brisbane.

### Đội bay hiện tại

#### Đội bay chính
Độ tuổi trung bình của đội bay tính đến tháng 1/2022 là 7,9 năm.
Tính đến tháng 1/2022:
| Máy bay                 | Đang hoạt động | Đặt hàng | Hành khách | Hành khách | Hành khách | Hành khách | Hành khách | Ghi chú                     |
| Máy bay                 | Đang hoạt động | Đặt hàng | C          | Y+         | S          | Y          | Tổng       | Ghi chú                     |
| ----------------------- | -------------- | -------- | ---------- | ---------- | ---------- | ---------- | ---------- | --------------------------- |
| Airbus A320-200         | 1              | —        | —          | —          | —          | 168        | 168        | Chặng bay quốc tế           |
| Airbus A320-200         | 17             | —        | —          | —          | —          | 171        | 171        | Chặng bay trong nước        |
| Airbus A320neo          | 6              | —        | —          | —          | —          | 165        | 165        |                             |
| Airbus A321neo          | 7              | 7        | —          | —          | —          | 214        | 214        |                             |
| ATR 72-600              | 29             | —        | —          | —          | —          | 68         | 68         |                             |
| Boeing 777-300ER        | 3              | —        | 44         | 54         | 60         | 184        | 342        | Dừng khai thác từ năm 2027. |
| Boeing 787-9            | 14             | —        | 27         | 33         | 39         | 176        | 275        |                             |
| Boeing 787-9            | 14             | —        | 18         | 21         | 42         | 221        | 302        |                             |
| Boeing 787-10           | —              | 8        | —          | —          | —          | —          | —          | Giao hàng từ năm 2024.      |
| De Havilland Dash 8-300 | 23             | —        | —          | —          | —          | 50         | 50         |                             |
| Tổng cộng               | 104            | 15       |            |            |            |            |            |                             |

#### Hình ảnh

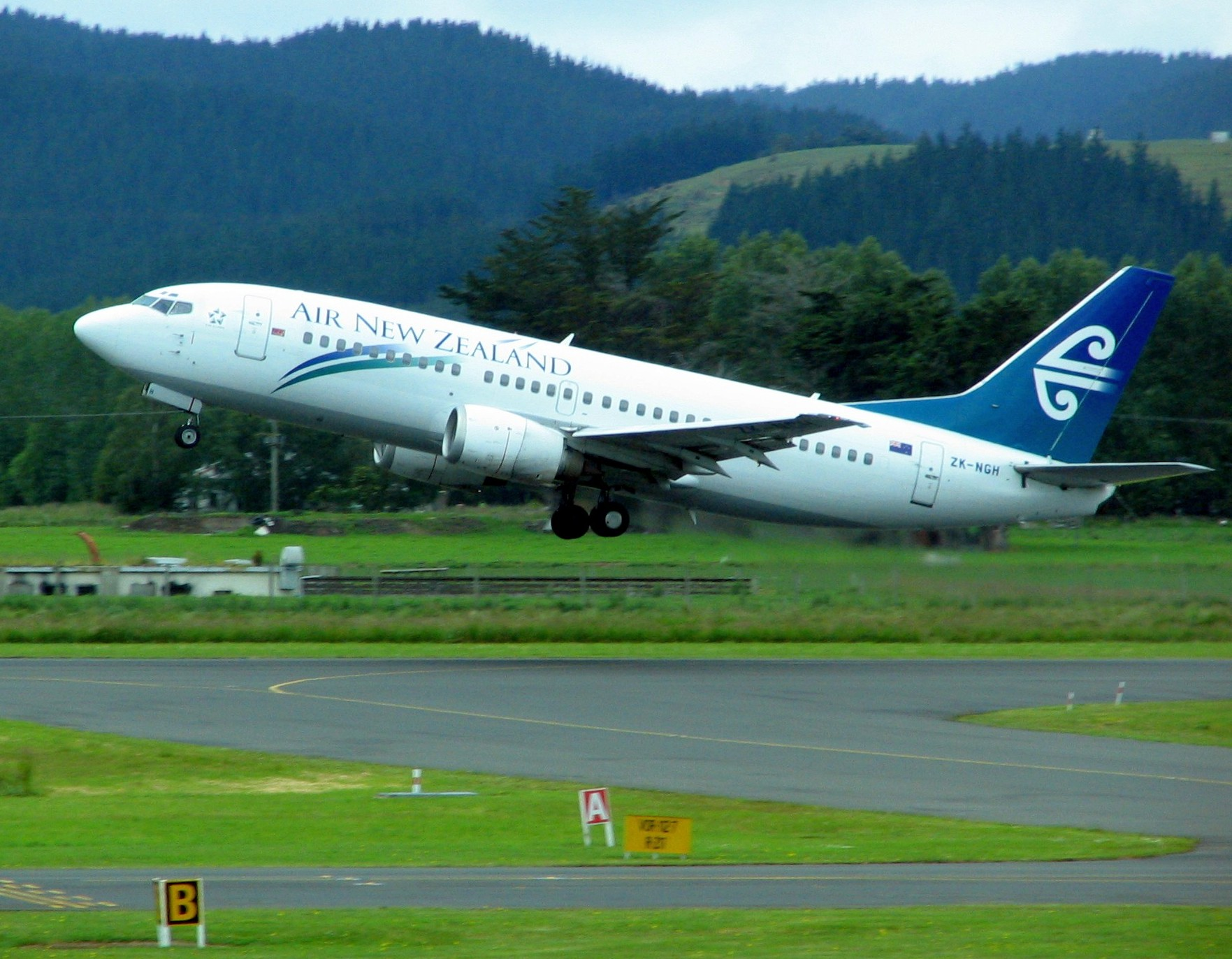
Boeing 737-300 ZK-NGH taking-off from Dunedin International Airport
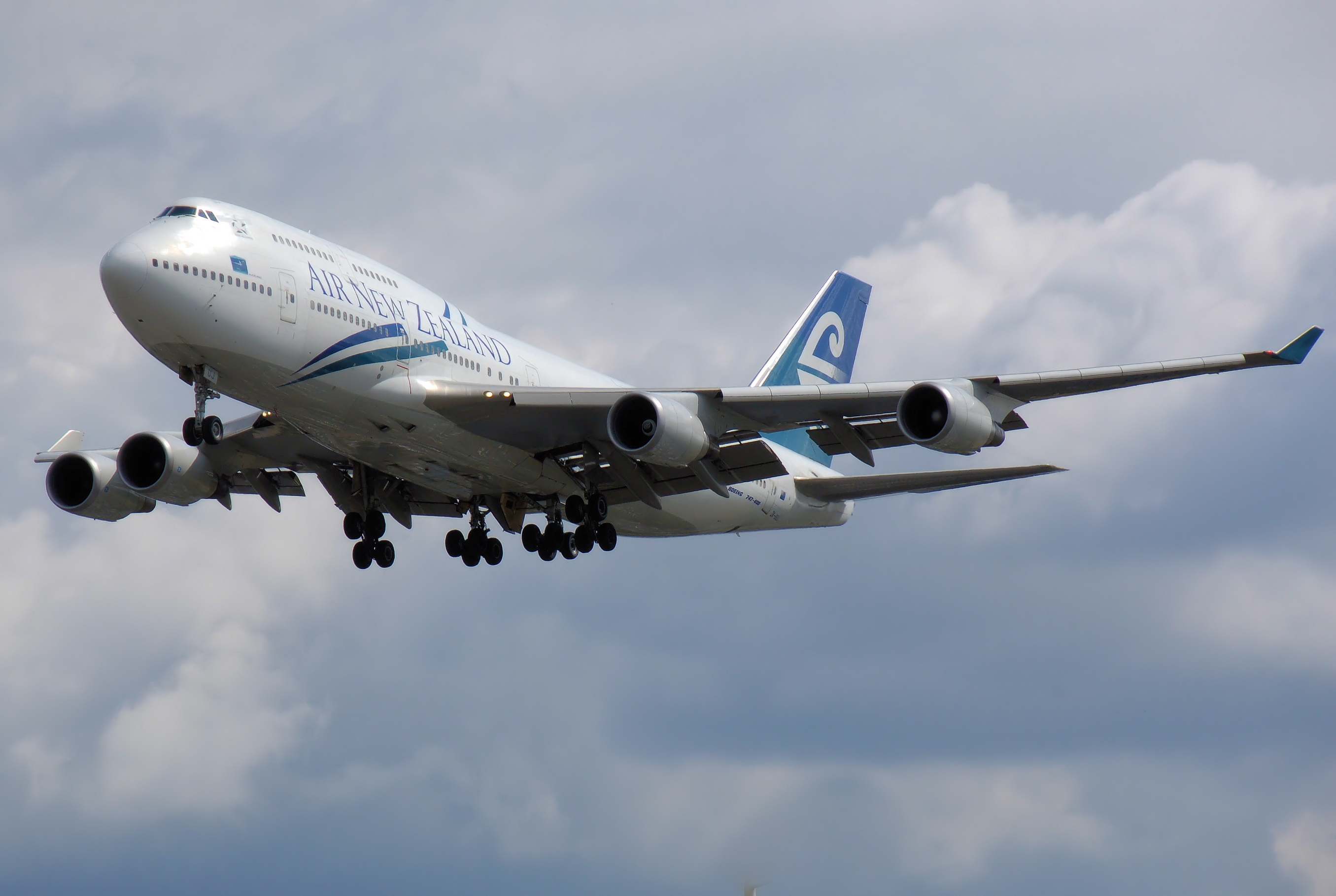
Boeing 747-4F6 ZK-SUJ, landing at London Heathrow Airport
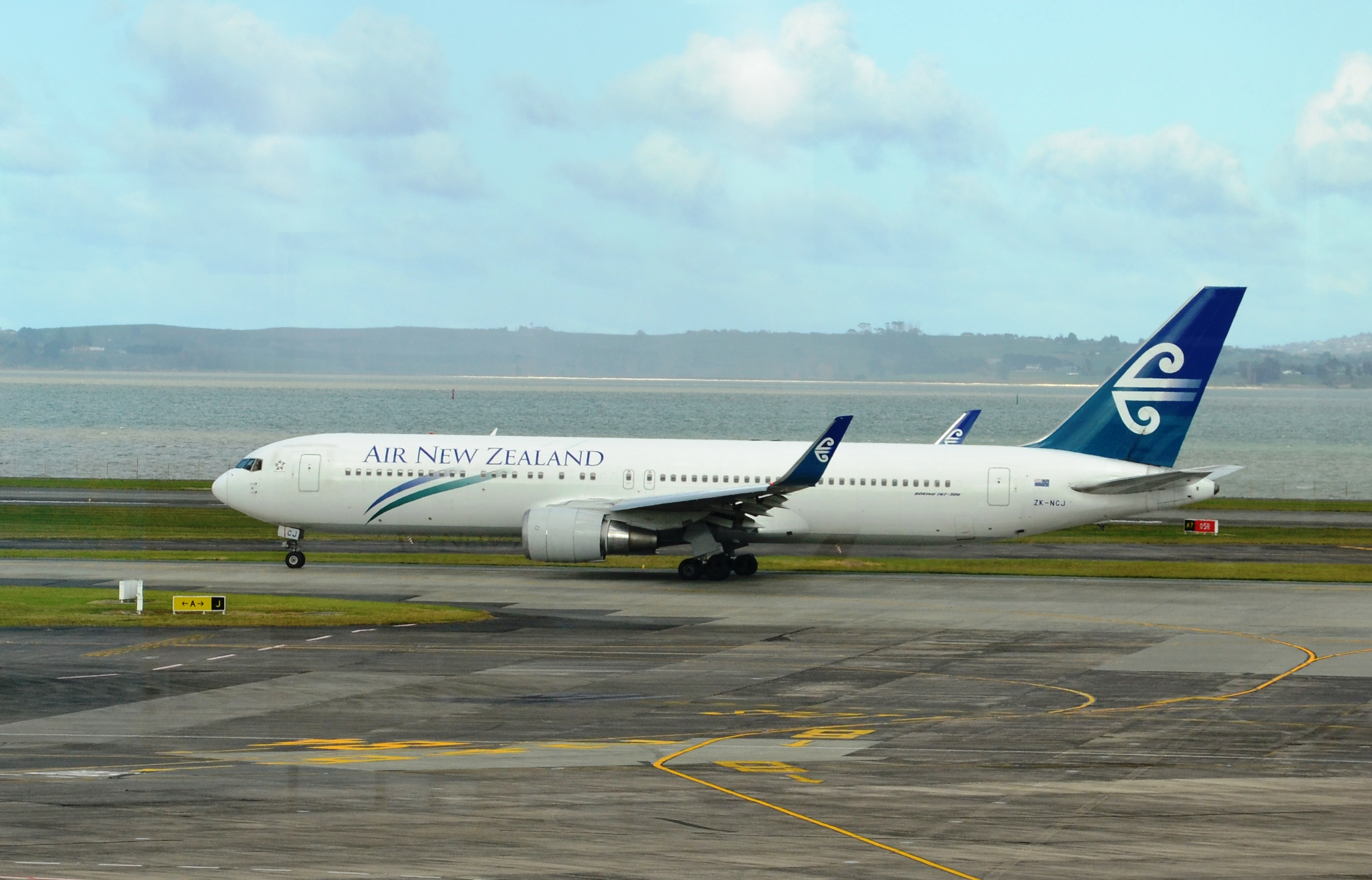
Boeing 767-300ER ZK-NCJ
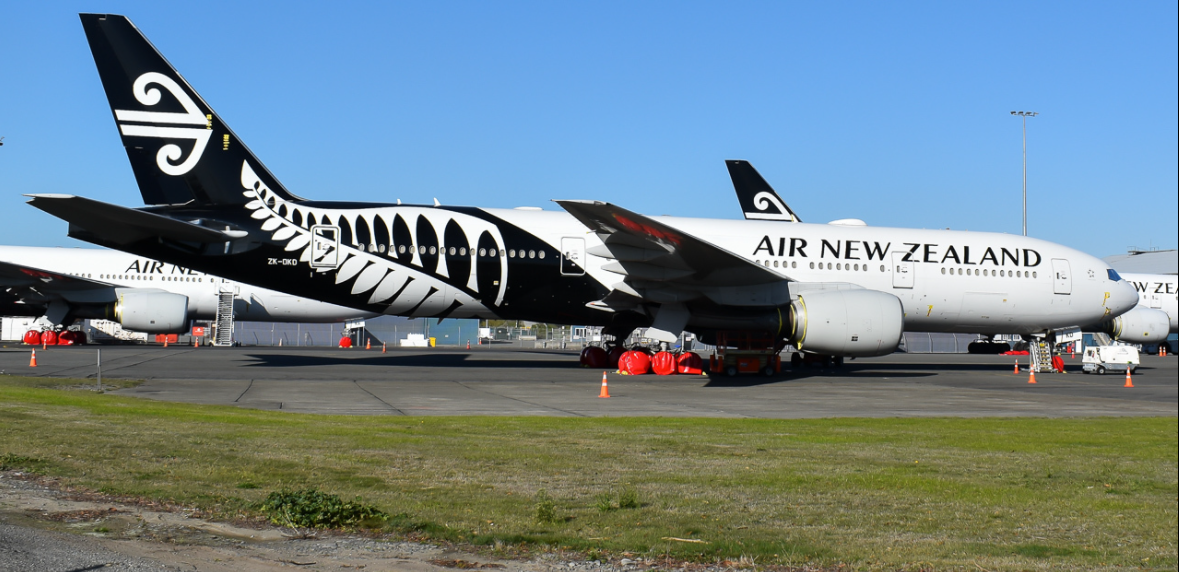
Boeing 777-200ER ZK-OKD tại Sân bay quốc tế Christchurch
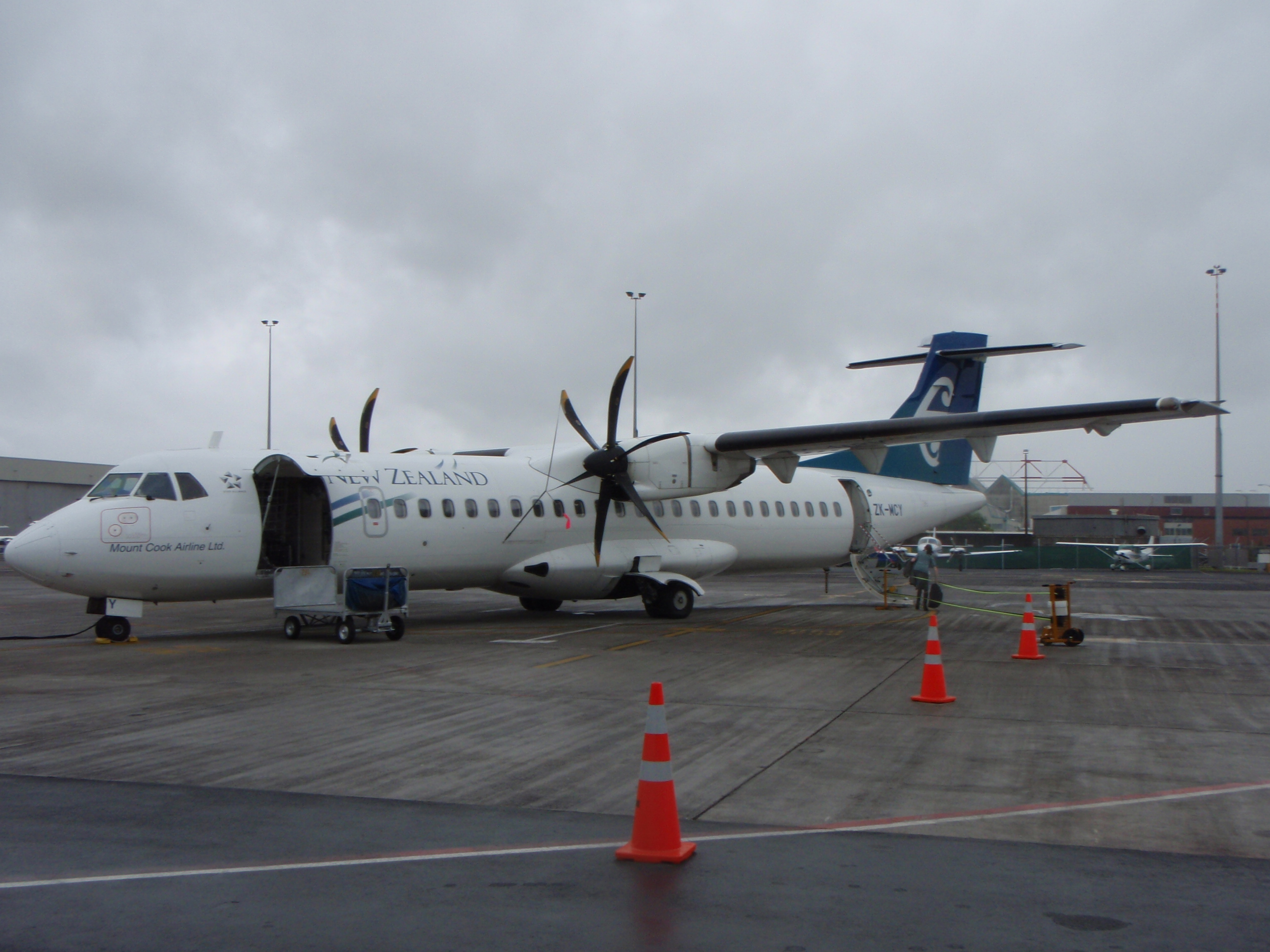
Mount Cook Airline ATR 72-500 ZK-MCY at Auckland Airport
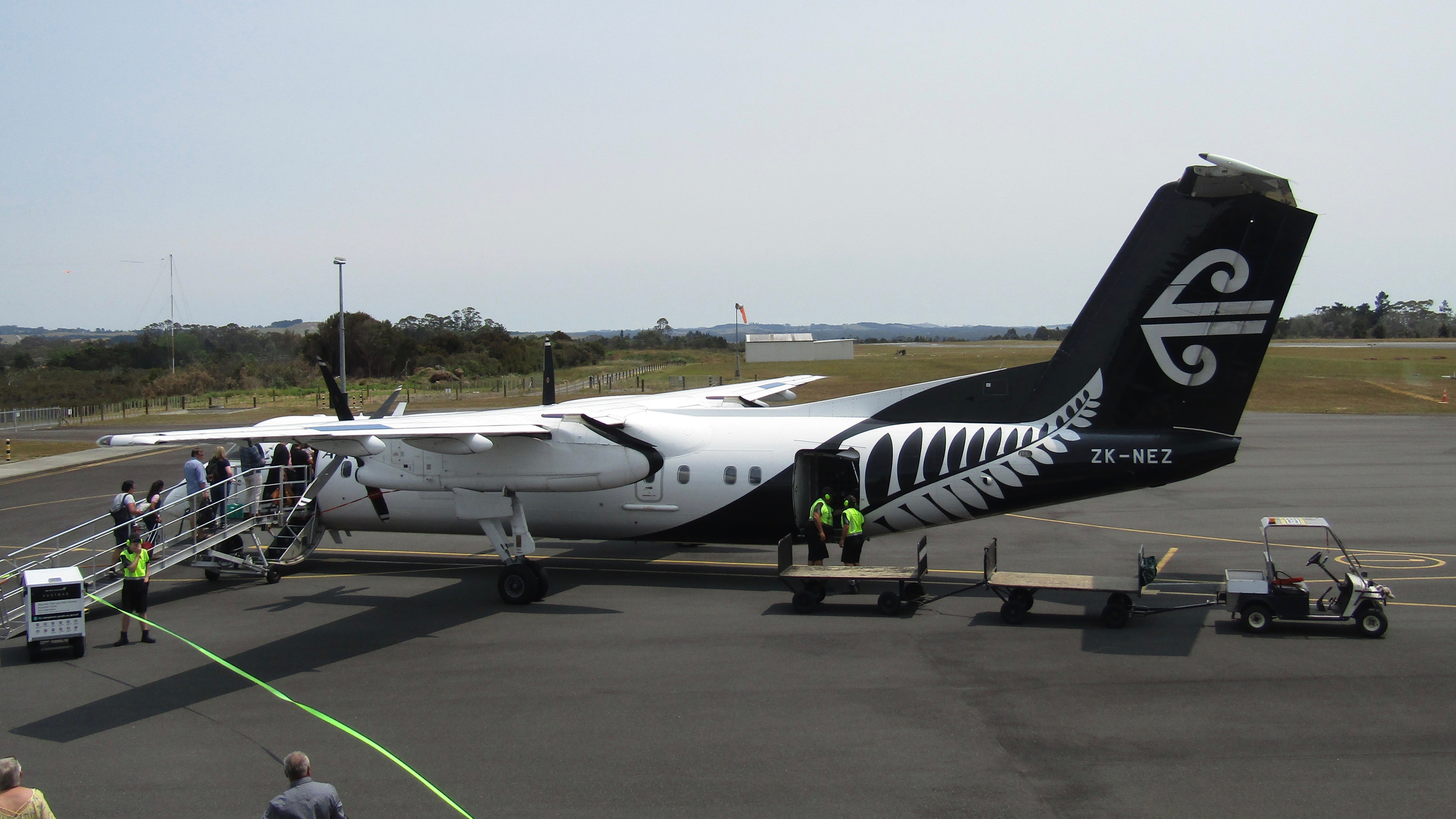
Bombardier Q300
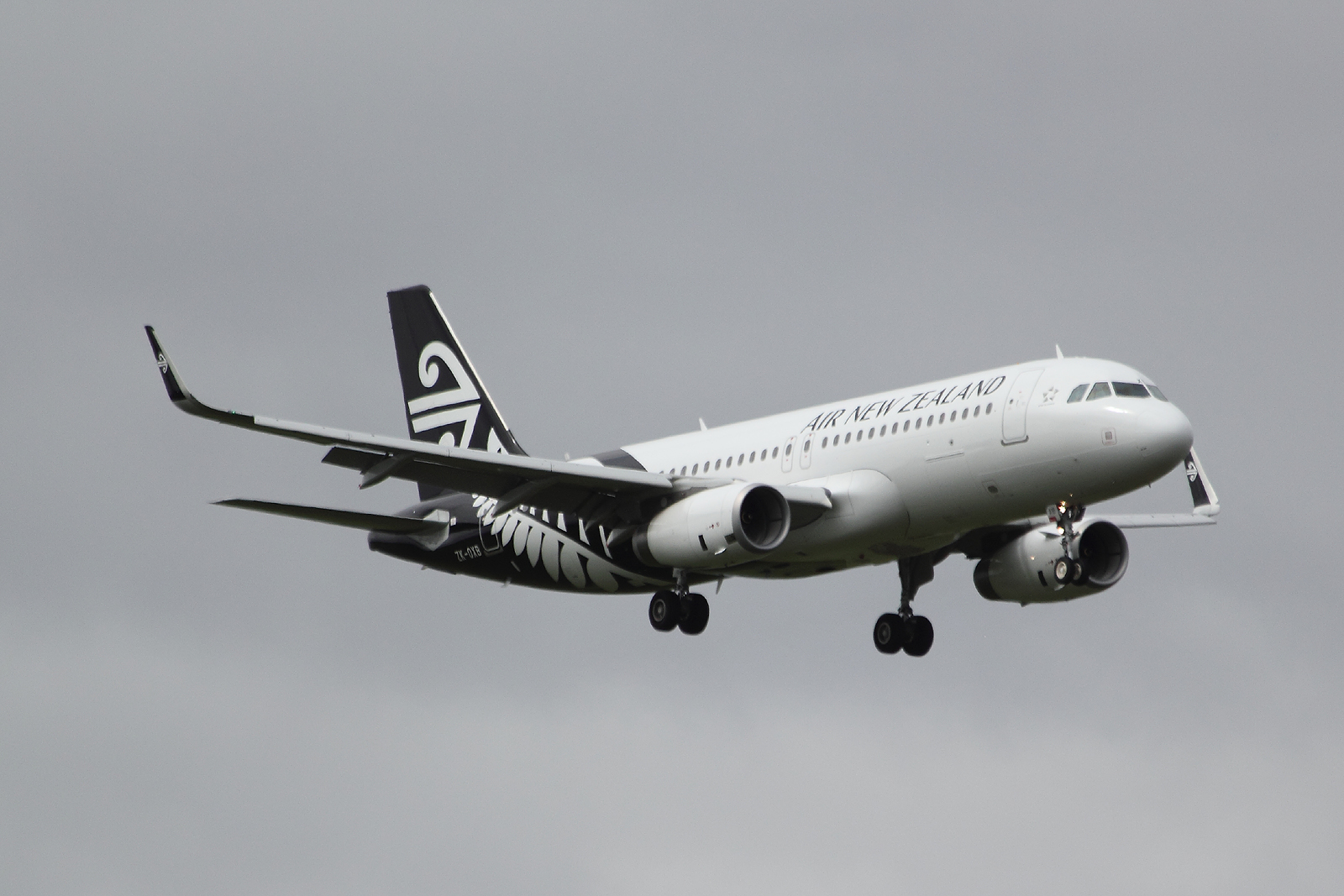
Airbus A320-200
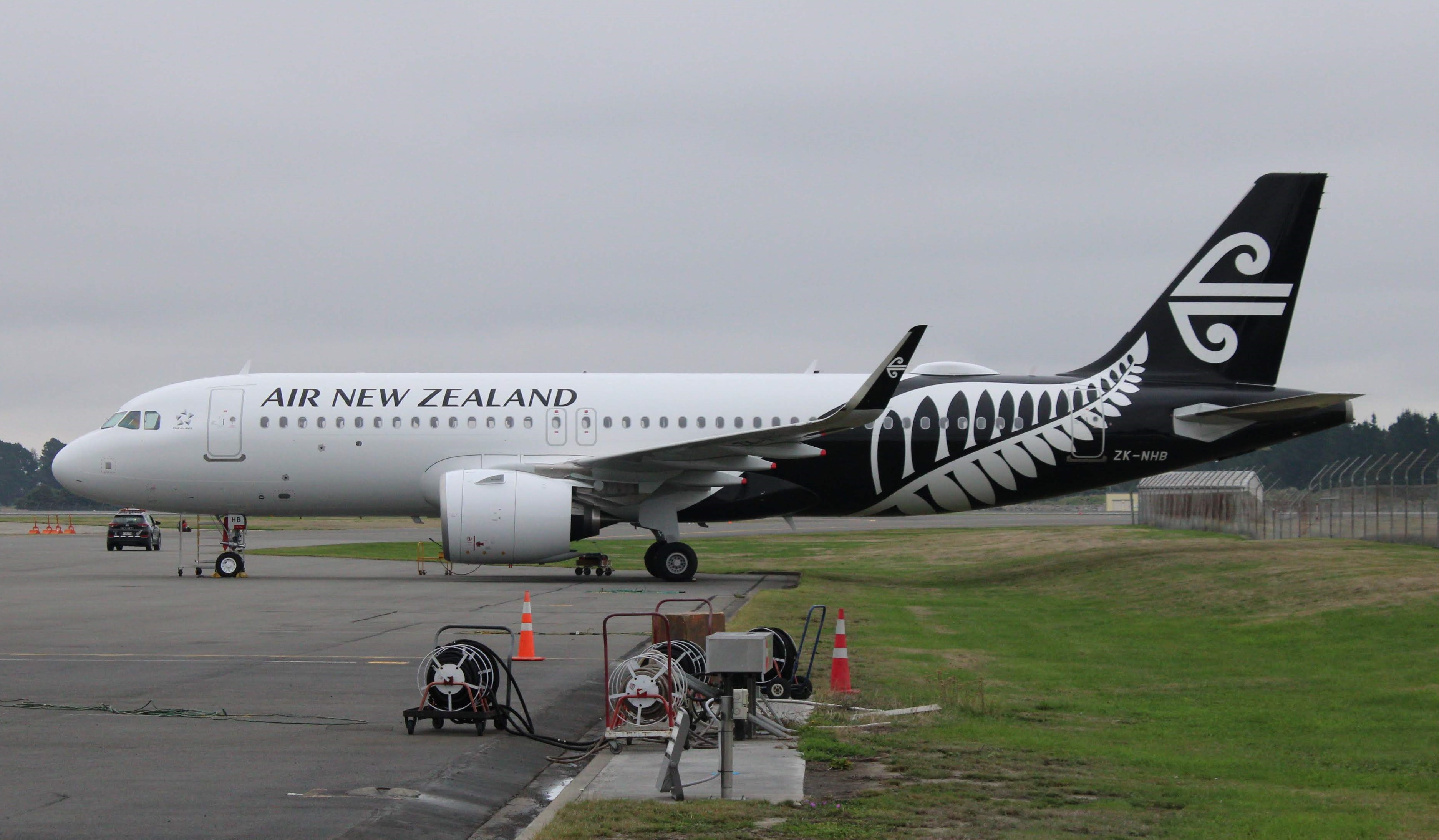
Airbus A320neo
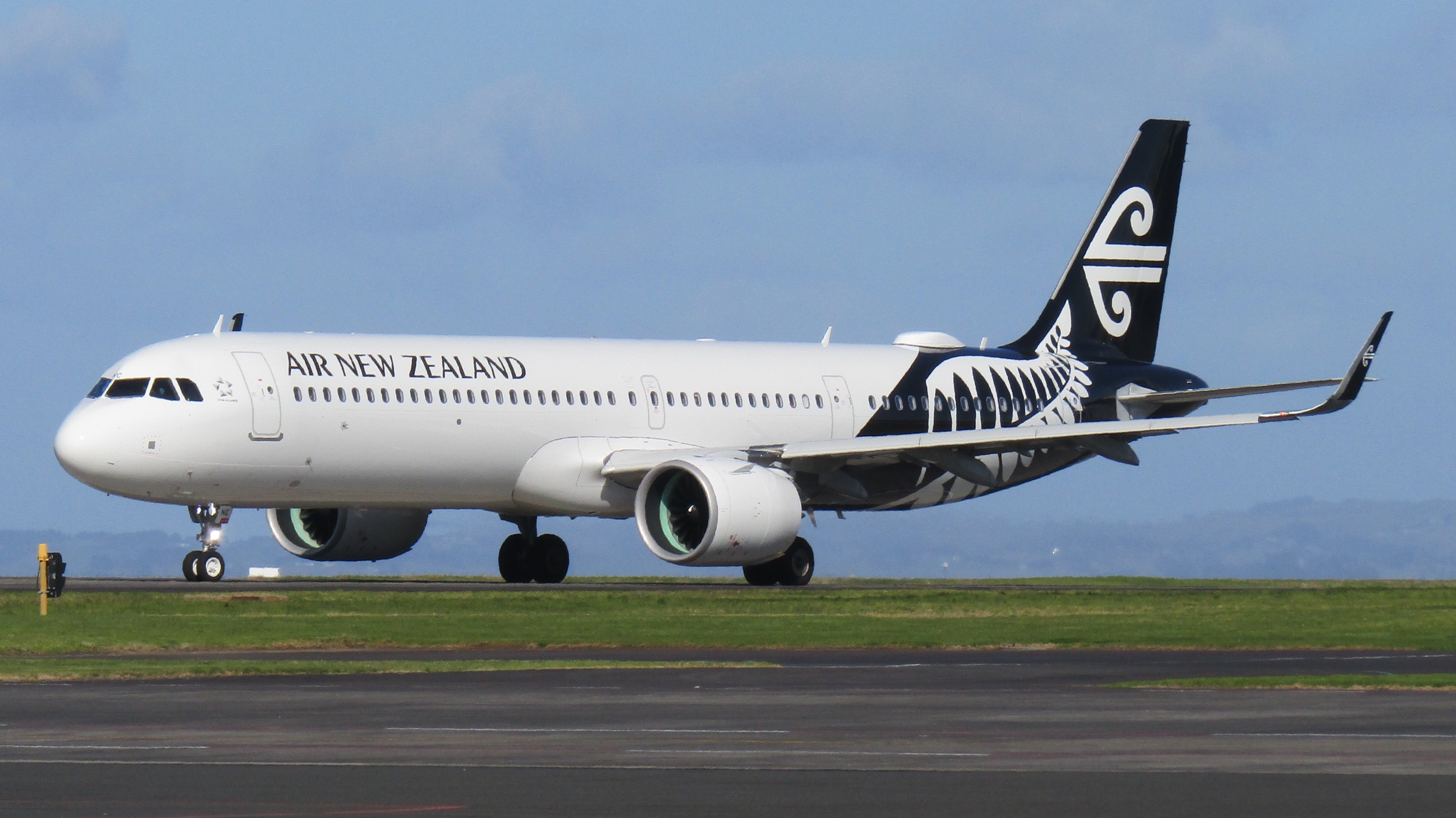
Airbus A321neo
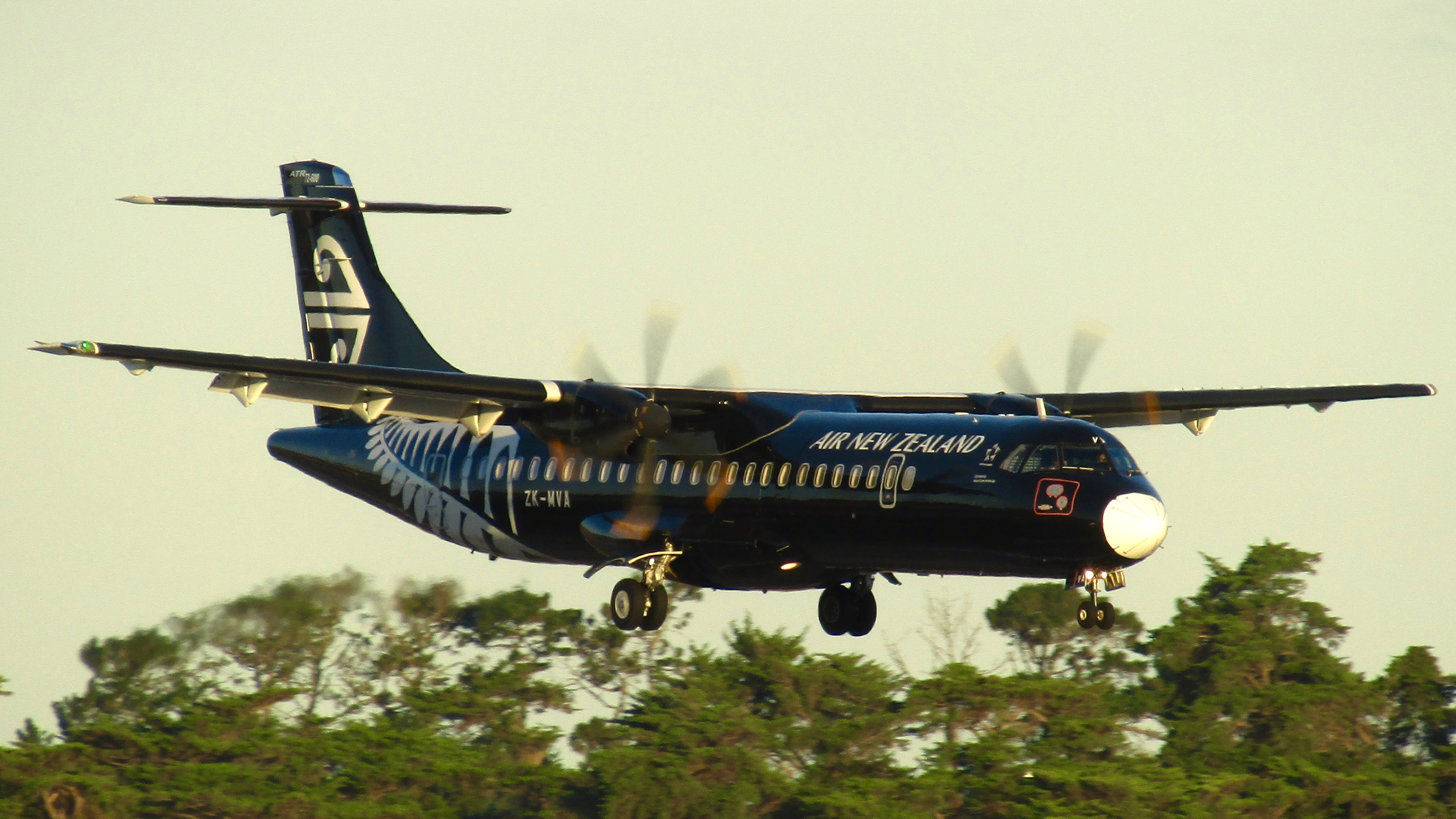
ATR 72-600
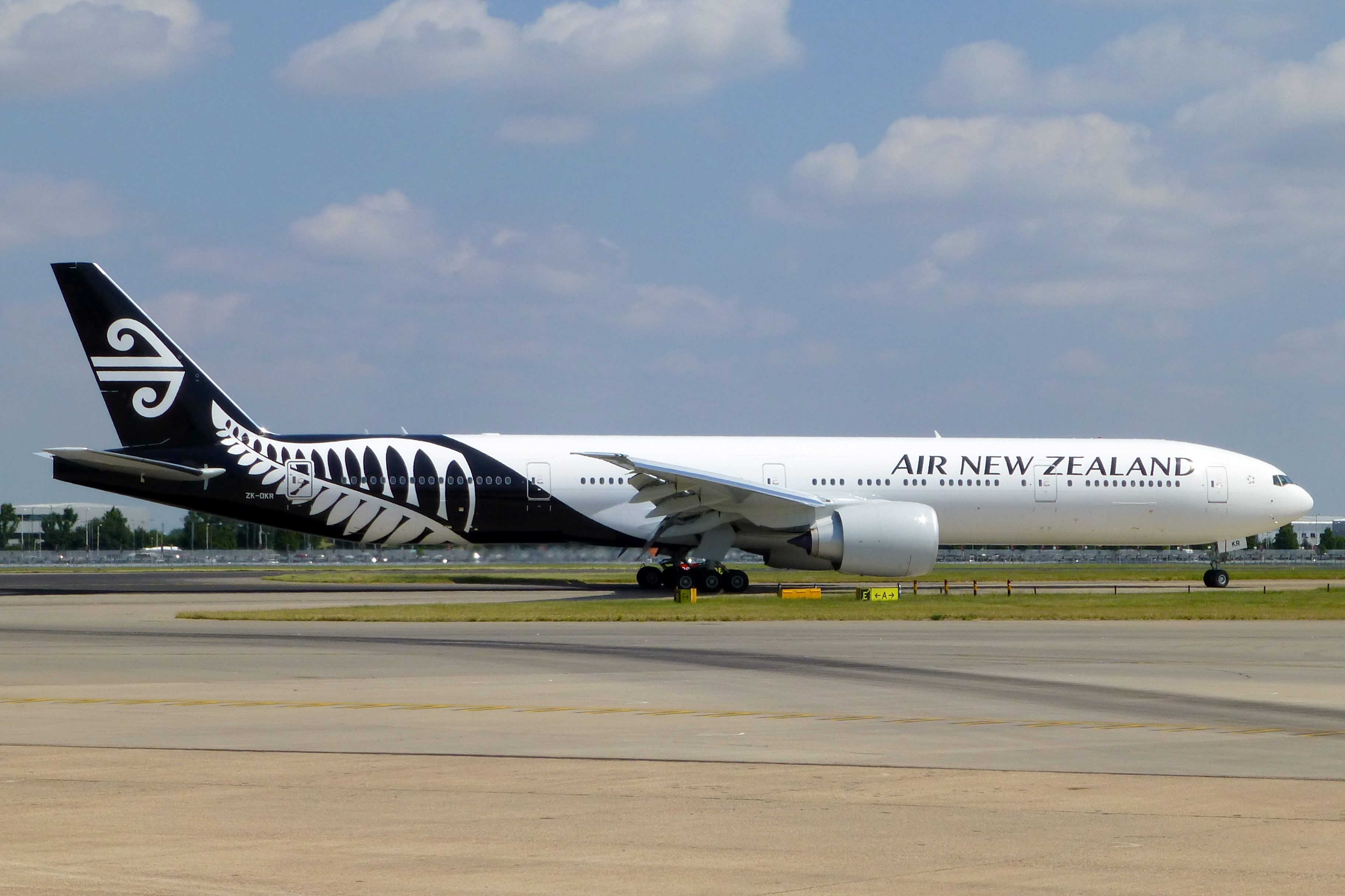
Boeing 777-300ER
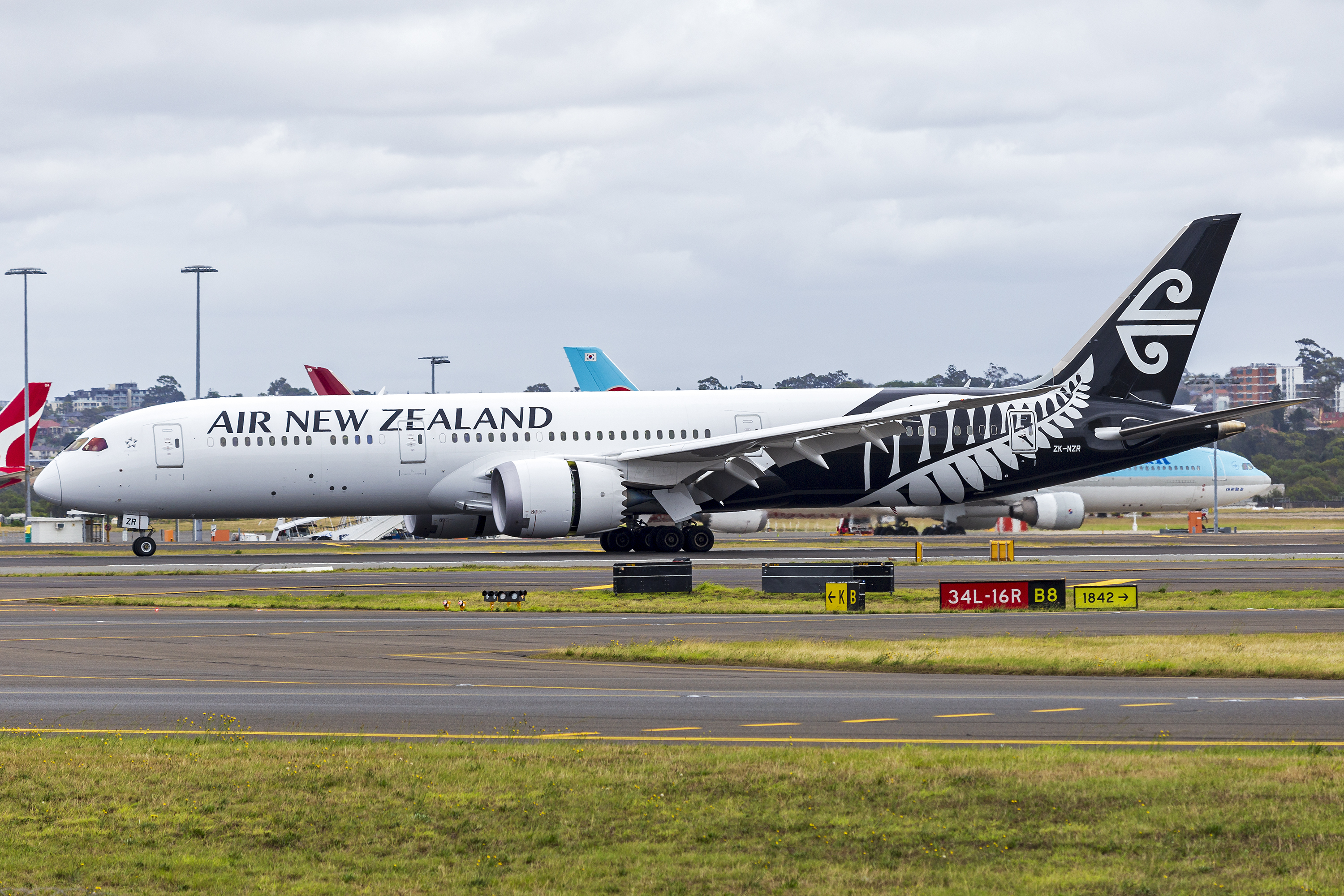
Boeing 787-9

### Đội bay trong tương lai
Ngày 03-11-2009, Air New Zealand thông cáo rằng họ sẽ thay thế đội bay Boeing 737-300 hiện tại bằng 14 máy bay Airbus A320-200 cùng với 11 máy bay dòng A320s và/hoặc A321. Các máy bay này sẽ được dùng để khai thác các tuyến bay nội địa từ năm 2011 thay cho đội bay Boeing 737-300.
Air New Zealand cũng đã đặt hàng 5 máy bay Boeing 777-300ER nhằm thay thế cho đội bay Boeing 747-400, và có thể sẽ đặt thêm 2 chiếc nưã. Các máy bay này sẽ được giao vào năm 2010. Hẵng cũng đã đặt hàng 8 máy bay Boeing 787-9 và có thể thêm 4 chiếc nưã. Chiếc đầu tiên sẽ được giao vào năm 2013 nhằm thay thế cho đội bay Boeing 767-300ER.

### Các máy bay đã ngừng khai thác
| - De Havilland Fox Moth (NAC) - De Havilland Dragon Rapide (NAC) - De Havilland DH86 Express (NAC) - De Havilland Heron (NAC) - Short S-30 Empire flying boats: 2 (3rd ordered but diverted due to World War II) (TEAL) - Short Sunderland (NAC) - Consolidated PBY Catalina (NAC) (Pacific Island route establishment aircraft) - Beechcraft 18 (NAC) (route mapping survey aircraft) - Short Sandringham flying boats: 4 (TEAL) - Short Solent flying boats: 5 (TEAL) - Douglas DC-6: 3 (TEAL) - Lockheed Model 10 Electra 3 (NAC) - Lockheed L-188 Electra: 5 (TEAL) - Lockheed Lodestar: 12 (NAC) - Lockheed 14 (NAC) - Douglas DC-3: 29 (NAC) - Vickers Viscount: 5 (NAC) | - Fokker F27-100 Friendship: 13 (NAC) - Fokker F27-500 Friendship: 11 - Douglas DC-8-52: 7 (one converted to DC-8-52F in 1982) - McDonnell Douglas DC-10-30: 8 - Boeing 737-200: 24 - Boeing 757-200: 1 (Leased from Britannia during the 1994 737-200 groundings) - BAe 146-200: 1 (inherited from the collapse of Ansett New Zealand) - BAe 146-300: 7 (inherited from the collapse of AnsettNZ/QantasNZ) - Boeing 747-200B: 6 - Boeing 747-400: 2 (1 used for spare parts and 1 Aircraft in Storage) - Boeing 767-200ER: 9 - Boeing 737-300: 5 (5 retired) - Saab Saab 340: 17 - Boeing 767-300ER: 6 (6 retired) - Fairchild Metroliner: 14 - Embraer Bandeirante: 16 - ATR ATR 72-212: 8 |

## Tổng hành dinh

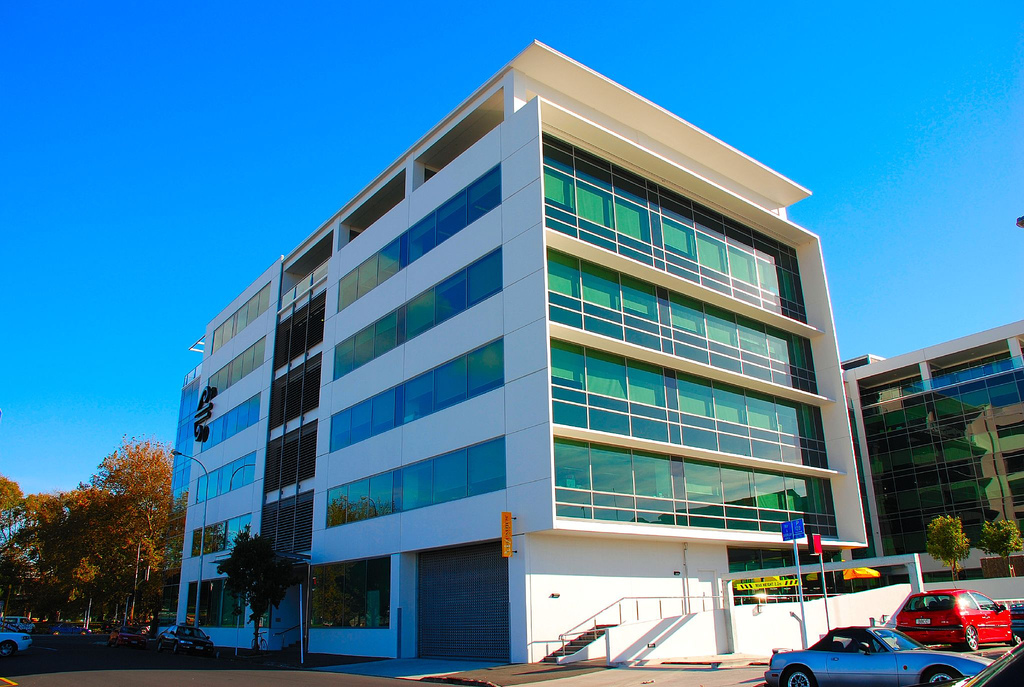
"The Hub," Tổng hành dinh của Air New Zealand

Tồng hành dinh của Air New Zealand với tên gọi The Hub là một khu văn phòng rộng 15,600m2 nằm tại góc đường Beayumont và Fanshawe, Auckland. Bao gồm hai toà nhà gồm 6 tầng có thông với nhau, toà nhà có rất nhiều kính và điều này giúp cho nó thu được nhiều ánh sáng mặt trời hơn và góp phần tiết kiệm điện. Hệ thống đèn được bật tự động từ 7h30 sáng tới 6h tối. Việc xây dựng và phát triển toà nhà này tốn 60 triệu đô la New Zealand. Từ tháng 9 đến tháng 10-2006, hẵng đã chuyển 1,000 nhân viên tới làm việc tại đây. Trước đó, tổng hành dinh của hẵng được đặt tại Quay Tower, Aucklan

## Dịch vụ

### Trên khoang

#### Các hạng ghế

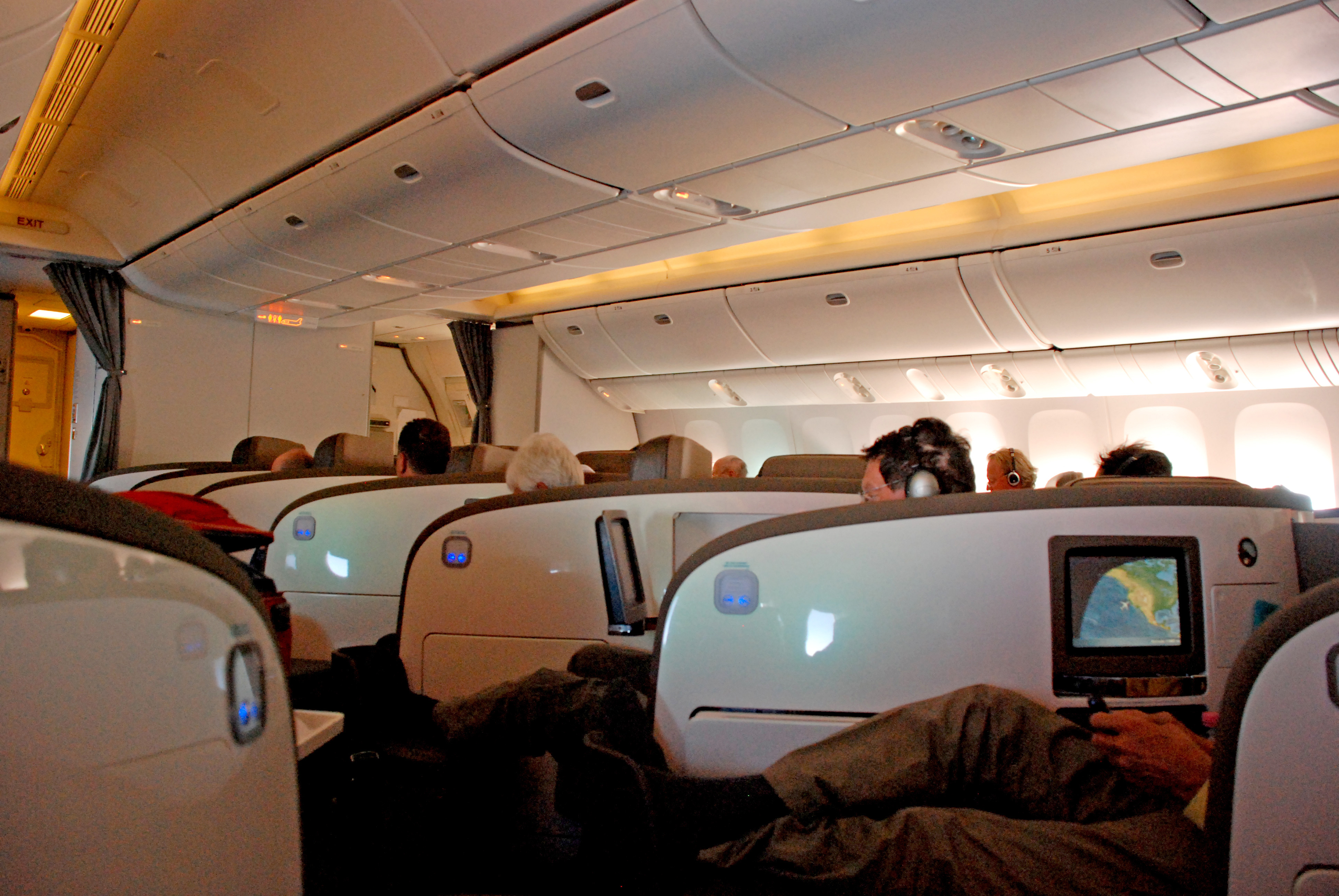
Boeing 777-200ER cabin with mood lighting.

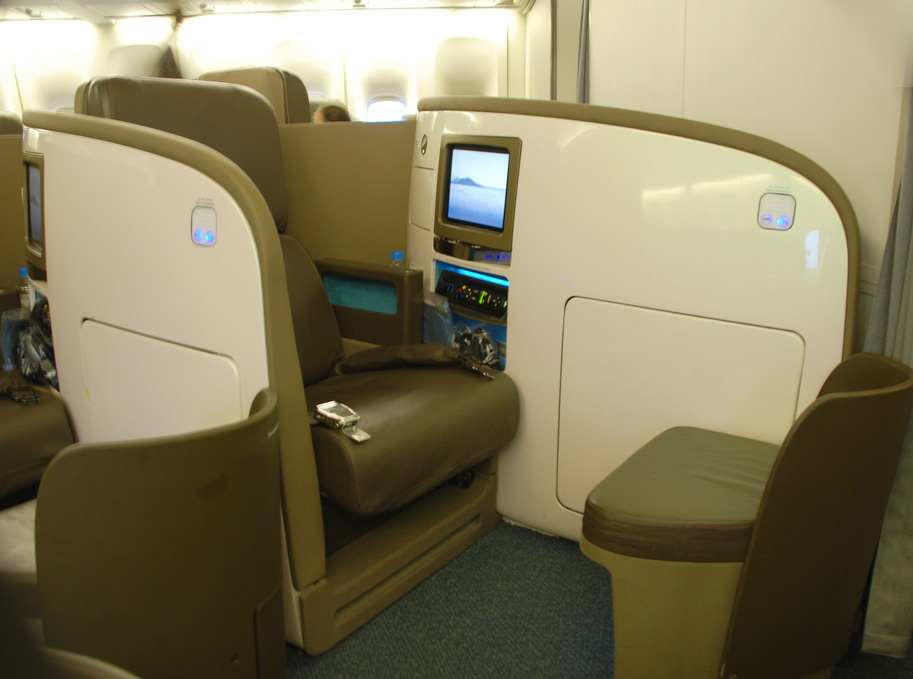
Business Premier flatbed seat.

Ngày 28-06-2004, Air New Zealand công bố một kế hoạch nhằm tăng chất lượng cho các chuyến bay quốc tế đường dài. Mỗi ghế ngồi trên máy bay Airbus A320-200, Boeing 767-300, Boeing 777-200R và Boeing 747-400 đều được trang bị màn hình LCD riêng. Hãng cũng đã dừng các dịch vụ hạng nhất bằng cách nâng hạng thương gia và đưa ra hạng phổ thông đặc biệt. Hãng có các hạng ghế sau:
Business Premier (hạng thương gia đặc biệt): chỉ được phục vụ trên các chuyến bay sử dụng máy bay Boeing 747-400 và Boeing 777-200ER, đây là các chuyến bay tầm xa và một số chuyến tới khu vực Thái Bình Dương.
Business Class (Hạng thương gia) được phục vụ trên máy bay Boeing 767-300ER.
Pacific Premium Economy (Phổ thông đặc biệt): được phục vụ trên máy bay Boeing 747-400 và Boeing 777-200ER.
Pacific Economy (hạng phổ thông) được phục vụ trên tất cả các chuyến bay của Air New Zealand.
Space+ seating (hạng phổ thông+) được đặt ở phần trước của máy bay A320-200, Boeing 737-300 và Boeing 767-300ER với khoảng cách giữa các ghế rộng hơn hạng phổ thông.

#### Khoang hành khách mới
Tháng 1-2010, Air New Zealand giới thiệu nội thất khoang hành khách mới của hãng. Các khoang hành khách mới này sẽ được đưa ra phục vụ hành khách vào tháng 11-2010 trên máy bay Boeing 777-300ER và sau đó sẽ được áp dụng vào các máy bay Boeing 777-200ER cũng như bốn chiếc Boeing 787-9 mà hãng đã đặt hàng.

#### Dịch vụ tạp trí và giải trí trên máy bay
Air New Zealand cung cấp hệ thống giải trí theo yêu cầu trên tất cả các hạng ghế trên các chuyến bay quốc tế sử dụng mày bay 747-400, 777-200ER, 767-300ER, and A320-200. Hiện nay, hành khách của Air New Zealand có thể sử dụng dịch vụ giải trí gate-to-gate, có nghĩa là họ có thể sử dụng các chương trình giải trí ngay khi họ lên máy bay và cho tới khi máy bay tới cửa ra ở sân bay đến, nhẳm giúp cho khách hàng có thể giải trí nhiều nhất có thể.
Độ rộng của màn hình AVOD trên mỗi hạng ghế khác nhau là khác nhau:
- Business Premier: 10,4 in (260 mm)
- Pacific Premium Economy: 8,4 in (210 mm)
- Pacific Economy: 8,4 in (210 mm)

Tạp chí KiaOra không còn được phục vụ trên các chuyến bay quốc tế từ tháng 3-2009, nó chỉ được phục vụ trên các chuyến bay quốc nội.

### Koru Lounge & International Lounge
Koru Lounge là tên gọi của phòng chờ dành cho khách hạng thương gia của Air New Zealand tại các sân bay trong nước. Tại các sân bay nước ngoài, dịch vụ này có tên gọi Phòng chờ quốc tế của Air New Zealand.

### Quầy check-in tự động
Được đưa ra vào tháng 10-2008 tại nhà ga quốc nội, sân bay quốc tế Auckland. Hành khách sử dụng một dãy mã vạch được cung cấp thông qua internet, điện thoại di động hoặc PDA để làm thủ tục. Hầu hết hành khách có thể đi thẳng tới cửa ra máy bay nếu họ khọng có hành lý ký gửi. Wellington và Christchurch cũng được trang bị quầy check-in tự động vào tháng 11-2008.

### Chương trình khách hàng thường xuyên
Hội viên chương trình khách hàng thường xuyên của Air New Zealand có thể tích lũy điểm trên hầu hết tất cả các chuyến bay của Air New Zealand cũng như các đối tác của hãng trong liên minh Star Alliance.

## Thỏa thuận chia sẻ chỗ
- Aerolíneas Argentinas
- Air Canada
- Air China
- Air Tahiti Nui
- Aircalin
- All Nippon Airways
- Asiana Airlines
- Cathay Pacific
- Etihad Airways
- EVA Air
- Fiji Airways
- Lufthansa
- Qantas
- Singapore Airlines
- South African Airways
- Turkish Airlines
- United Airlines
- Virgin Atlantic

## Giải thưởng
- Hẵng hàng không của năm - 2010 Air Transport World Global Airline Awards
- Phi hành đoàn tốt nhất khu vực Australia/New Zealand - 2009 World Airline Awards, Skytrax
- Dịch vụ hành khách tốt nhất - 2008 do tạp trí Air Transport World trao giả
- Hẵng hàng không tốt nhất khu vực nam Thái Bình Dương, Australia và New Zealand, tháng 12-2007 bởiTạp chí Business Traveler Mỹ
- Australasia's Leading Business Class Airline at the 14th Annual World Travel Awards 2007
- Hẵng hàng không khu vực Thái Bình Dương tốt nhất các năm - 1998, 1999, 2000, 2001, 2002, 2004 do TTG Annual Travel trao giải
- Hẵng hàng không khu vực Thái Bình Dương tốt nhất các năm - 1994, 1995, 1996, 1999, 2000, 2001 do Travel Weekly Globe trao giải
- Hẵng hàng không có dịch vụ hạng thương gia và nhân viên Check-in tốt nhất năm 1998 do tạp chíExecutive Travel trao giải

## Công ty con

### Các công ty đang hoạt động
- Air New Zealand Consulting
- Air New Zealand Holidays
- Air New Zealand Cargo

Air New Zealand sở hữu 4 hẵng hàng không bao gồm:
- Air Nelson
- Eagle Airways
- Mount Cook Airlines

Đây là ba hẵng hàng không trực thuộc hoàn toàn vào Air New Zealand. Các hẵng này khai thác các đường bay trong nước và cùng nhau tạo ra Air New Zealand link
- Zeal320 thực hiện các đường bay giữa Australia và New Zealand bằng máy bay Airbus A320-200 dưới thương hiệu Air New Zealand, các chuyến bay có số hiệyu NZ700-999. Tất cả các chuyến bay sử dụng máy bay A320-200s của Air New Zealand đều được đăng ký dưới tên Zeal320 cho tới ngày 26-11-2008.

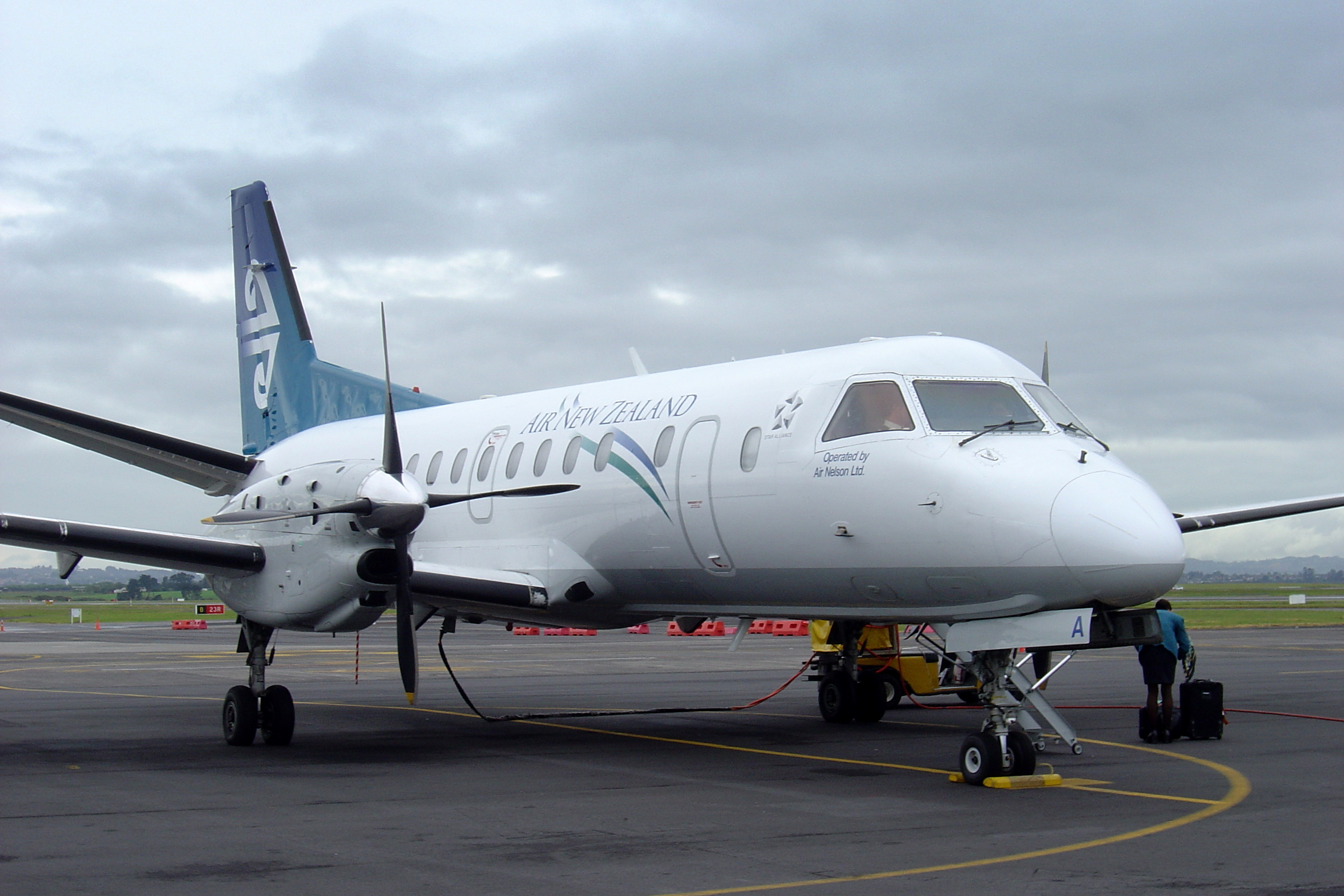
Air Nelson Saab 340A at Auckland International Airport

- Air Nelson is based in Nelson, operating Bombardier Q300s. Flight numbers are in the NZ8000 series.
- Eagle Airways is based in Hamilton, operating Beechcraft 1900D aircraft. Flight numbers are in the NZ2000 series.
- Mount Cook Airline is based in Christchurch, operating ATR 72-500 turboprop aircraft. Flight numbers are in the NZ5000 series.

### Các công ty về kỹ thuật
- Air New Zealand Engineering Services
- Safe Air New Zealand
- Safe Air Australia
- Tasman Aviation Enterprises (TAE)
- Christchurch Engine Centre (50%)
- Altitude Aerospace Interiors

## Tai nạn và sự cố
Vào ngày 28 tháng 11 năm 1979, chuyến bay 901 của Air New Zealand trong khi đang tham quan Nam Cực thì đã đâm vào núi Erebus trên đảo Ross, Nam Cực, khiến tất cả 237 hành khách và 20 phi hành đoàn tử nạn. Điều tra ban đầu kết luận vụ tai nạn là do lỗi của phi công nhưng việc công chúng phản đối kịch liệt đã dẫn đến việc thành lập một Ủy ban Điều tra Hoàng gia điều tra tai nạn này. Ủy ban này, chủ trì bởi Peter Mahon, đã kết luận rằng vụ tai nạn đã bị gây ra bởi một sự điều chỉnh tọa độ của đường bay đêm trước khi thảm họa, cùng với việc không thể thông báo trước cho tổ bay về thay đổi, với kết quả là máy bay, thay vì được chỉ dẫn bởi máy tính xuống eo biển McMurdo (như các phi hành đoàn giả định), đã được chuyển hướng vào con đường núi Erebus.